# Rheinbrücke Sasbach–Marckolsheim
Die Rheinbrücke Sasbach–Marckolsheim ist ein Rheinübergang an der Grenze zwischen Deutschland und Frankreich.
Die Straßenbrücke ist Teil der Landesstraße L113 beziehungsweise der Departementstraße D424 und verbindet das badische  Sasbach am Kaiserstuhl mit dem elsässischen Marckolsheim. Das im Grundriss gerade Bauwerk hat für die beiden Fahrstreifen eine sieben Meter breite Fahrbahn  und beidseitig Gehwege. Rund 4400 Fahrzeuge passierten 2003 täglich die Brücke.

## Geschichte

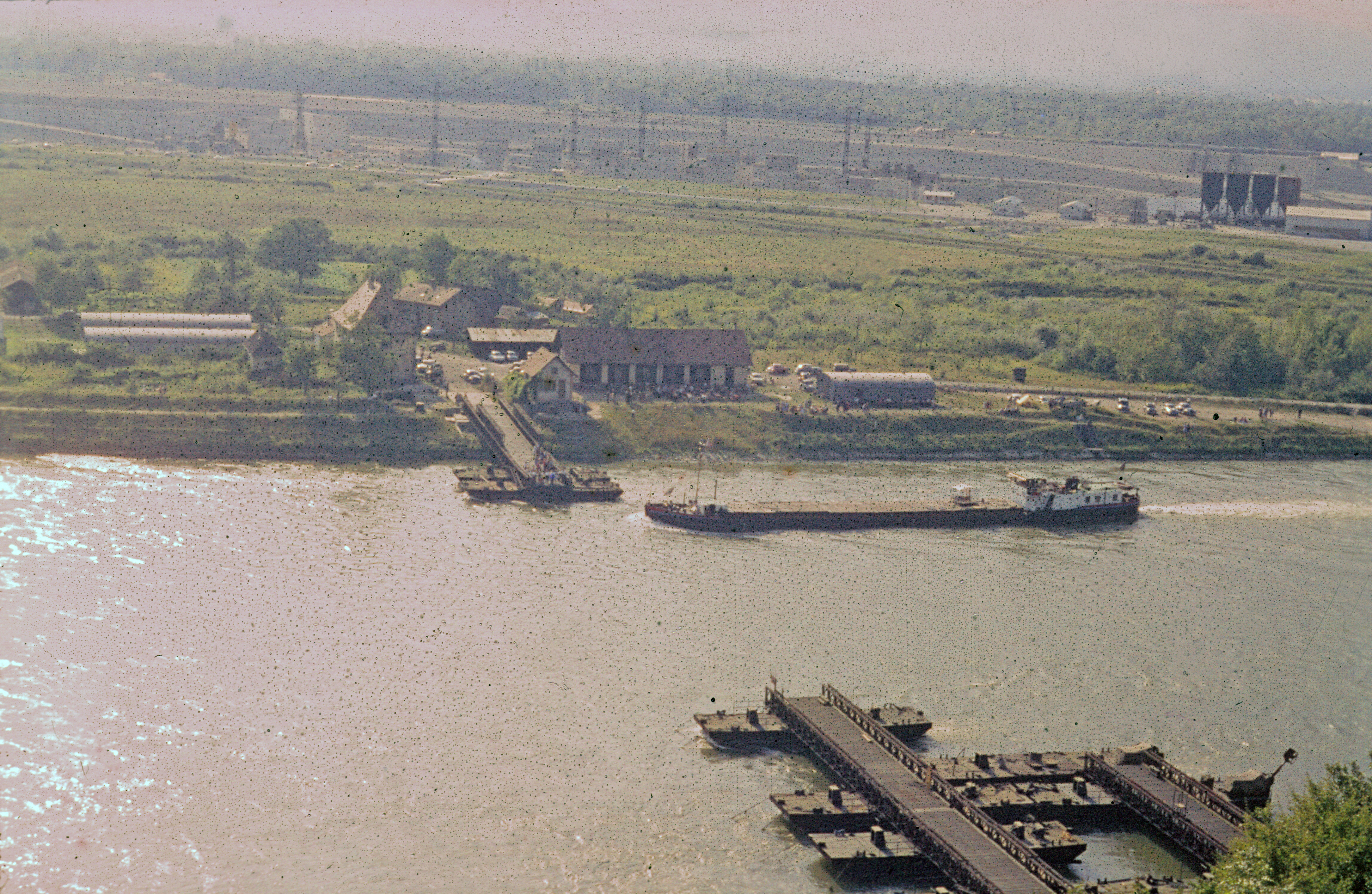
Pontonbrücke von 1945 (Foto aus den 1940ern)

Ein Rheinübergang mit einer Fähre am Fuß der Limburg, nahe der Gemeinde Sasbach am Kaiserstuhl gelegen, wurde 1417 erstmals urkundlich erwähnt. 1873 folgte als Ersatz eine Schiffbrücke, die im November 1944 zerstört wurde. 1945 errichteten die französischen Streitkräfte eine Pontonbrücke, die ab 1961 auch für den zivilen Verkehr freigegeben war. 1974 begannen die Planungen für einen festen Rheinübergang, die 1982 mit der Unterzeichnung eines Staatsvertrags zwischen der Bundesrepublik Deutschland und der Französischen Republik über den Brückenbau abgeschlossen wurden.
Baubeginn der ersten festen Rheinbrücke zwischen Frankreich und Deutschland nach dem Zweiten Weltkrieg, die kein Vorgängerbauwerk hatte, war 1983, die feierliche Einweihung folgte am 4. Oktober 1984. Eine Arbeitsgemeinschaft zweier deutscher Bauunternehmen errichtete die Brücke. Die Baukosten betrugen 6,5 Millionen DM, 0,3 Millionen DM mehr, als geplant.

## Konstruktion
Die 268 Meter lange Balkenbrücke ist eine Spannbetonkonstruktion, die mit fünf Feldern den Rhein überspannt. Der Überbau hat einen Hohlkastenquerschnitt und wurde abschnittsweise auf einem Lehrgerüst mit Hilfsjochen hergestellt. Die Fundamente des Bauwerks sind im dichten gelagerten Rheinkies flach gegründet.